# 三角稀毛猛水蚤
三角稀毛猛水蚤（学名：Apolethon trigonos）为老丰猛水蚤科稀毛猛水蚤属的动物，是中国的特有物种。分布于海南、广东等地，主要栖息于近海区的淡水江河中。